# Héctor Mancilla
Héctor Raúl Mancilla Garcés (ur. 12 listopada 1980 w Purranque) – chilijski piłkarz z obywatelstwem meksykańskim występujący na pozycji napastnika, reprezentant Chile, trener piłkarski.

## Kariera klubowa
Mancilla pochodzi z miasta Purranque w regionie Los Lagos i swoją karierę piłkarską rozpoczynał w tamtejszej drużynie juniorskiej o nazwie Dos Alamos. Równolegle trenował w młodzieżowej szkółce Preciosa Sangre. W późniejszym czasie przeniósł się do innego amatorskiego zespołu ze swojej rodzinnej miejscowości – Santiago Morning de Purranque, gdzie występował razem ze swoim ojcem, grającym na pozycji bramkarza. Jeszcze jako nastolatek został ściągnięty przez Edgardo Garcésa – byłego piłkarza, a prywatnie swojego wuja – do trzecioligowego Malleco Unido z siedzibą w Angol. Tam zanotował krótki epizod, początkowo pełniąc funkcję ofensywnego pomocnika, po czym został przekwalifikowany na pozycję napastnika. Szybko został czołowym zawodnikiem Segunda División, wzbudzając zainteresowanie silniejszych klubów.
Latem 2000 Mancilla został zawodnikiem pierwszoligowego CD Huachipato z miasta Talcahuano, w którego barwach jako dziewiętnastolatek, 15 października 2000 w przegranym 2:3 spotkaniu z Uniónem Española, zadebiutował w chilijskiej Primera División. Premierowego gola w najwyższej klasie rozgrywkowej strzelił natomiast 9 września 2001 w przegranej 2:4 konfrontacji z Santiago Wanderers. Przez pierwsze dwa i pół roku pozostawał jednak wyłącznie rezerwowym Huachipato i miejsce w wyjściowym składzie wywalczył sobie dopiero w 2003 roku. Wówczas także został niekwestionowaną gwiazdą ekipy i czołowym strzelcem rozgrywek; w wiosennym sezonie Apertura 2005 osiągnął tytuł króla strzelców ligi chilijskiej z trzynastoma golami na koncie. Ogółem barwy Huachipato reprezentował przez niemal sześć lat, nie odnosząc jednak żadnych sukcesów drużynowych zarówno na arenie krajowej, jak i międzynarodowej.
W styczniu 2006 Mancilla przeszedł do krajowego giganta – klubu CSD Colo-Colo ze stołecznego Santiago. Tam stworzył skuteczny duet napastników z Humberto Suazo i już w pierwszym sezonie Apertura 2006 zdobył z ekipą prowadzoną przez Claudio Borghiego tytuł mistrza Chile. Bezpośrednio po tym sukcesie za sumę 800 tysięcy dolarów zasilił meksykańską ekipę Tiburones Rojos de Veracruz, w meksykańskiej Primera División debiutując 13 sierpnia 2006 w przegranym 1:3 meczu z Pumas UNAM. Pierwszą bramkę zdobył natomiast 9 września tego samego roku w wygranym 2:1 pojedynku z Tigres UANL. Od razu został jednym z wyróżniających się piłkarzy walczącej o utrzymanie drużyny, jednak po upływie półtora roku został dyscyplinarnie przesunięty do drugoligowych rezerw klubu – Tiburones Rojos de Coatzacoalcos. Tam spędził z kolei sześć miesięcy, a pod jego nieobecność Veracruz spadło z najwyższej klasy rozgrywkowej.
Latem 2008 Mancilla podpisał umowę z zespołem Deportivo Toluca, gdzie z miejsca został kluczowym ogniwem formacji ofensywnej. Już w pierwszym, jesiennym sezonie Apertura 2008 wywalczył z drużyną José Manuela de la Torre mistrzostwo Meksyku, a sam z jedenastoma bramkami został królem strzelców ligi meksykańskiej. Po raz drugi tytuł najskuteczniejszego piłkarza rozgrywek wywalczył również pół roku później, podczas wiosennego sezonu Clausura 2009 – podczas obydwóch sezonów został także mianowany w oficjalnym plebiscycie najlepszym napastnikiem ligi meksykańskiej. W wiosennym sezonie Bicentenario 2010 zdobył z Tolucą kolejny tytuł mistrza Meksyku, wciąż pozostając jednym z czołowych zawodników w rozgrywkach. Ogółem występował w Toluce z powodzeniem przez dwa i pół roku.
W styczniu 2011 Mancilla za sumę 4,5 miliona dolarów przeszedł do klubu Tigres UANL z miasta Monterrey. Tam stworzył ofensywny kwartet z Lucasem Lobosem, Damiánem Álvarezem i Danilinho, w sezonie Apertura 2011 zdobywając już trzeci w karierze tytuł mistrza Meksyku. Po upływie półtora roku spędzonego w Tigres jako najskuteczniejszy zawodnik, w lipcu 2012 został piłkarzem Club Atlas z siedzibą w Guadalajarze, gdzie z kolei występował bez poważniejszych osiągnięć przez sześć miesięcy, po czym zasilił ekipę Monarcas Morelia. Tam odzyskał swoją formę strzelecką, ponownie dołączając do grona najlepszych napastników w lidze i w sezonie Apertura 2013 zdobył z Morelią puchar Meksyku – Copa MX. Pół roku później, w obliczu słabszego sezonu (trzy gole w lidze), został wystawiony przez klub na listę transferową, a we wrześniu 2014, nie mogąc znaleźć nowego pracodawcy, skorzystał z oferty kolumbijskiego drugoligowca Cúcuta Deportivo. Tam spędził na wypożyczeniu pół roku bez większych sukcesów.
Wiosną 2015 Mancilla – również na zasadzie wypożyczenia – powrócił do CD Huachipato, gdzie w roli podstawowego zawodnika występował przez pół roku, a bezpośrednio po tym powrócił do Meksyku, gdzie udał się na wypożyczenie do beniaminka najwyższej klasy rozgrywkowej – ekipy Dorados de Sinaloa z miasta Culiacán. Jego barwy również reprezentował bez poważniejszych sukcesów przez sześć miesięcy, w międzyczasie otrzymując meksykańskie obywatelstwo, po czym został wypożyczony po raz kolejny – tym razem do Tigres UANL, powracając tym samym do tego klubu po ponad trzech latach przerwy. W 2016 roku doszedł z nim do finału najbardziej prestiżowych rozgrywek północnoamerykańskiego kontynentu – Ligi Mistrzów CONCACAF.
| Sezon     | Klub                             | Kraj     | Rozgrywki        | Mecze | Bramki |
| --------- | -------------------------------- | -------- | ---------------- | ----- | ------ |
| 2000      | CD Huachipato                    | Chile    | Primera División | 3     | 0      |
| 2001      | CD Huachipato                    | Chile    | Primera División | 11    | 2      |
| 2002      | CD Huachipato                    | Chile    | Primera División | 18    | 0      |
| 2003      | CD Huachipato                    | Chile    | Primera División | 37    | 18     |
| 2004      | CD Huachipato                    | Chile    | Primera División | 23    | 17     |
| 2005      | CD Huachipato                    | Chile    | Primera División | 37    | 17     |
| 2006      | CSD Colo-Colo                    | Chile    | Primera División | 15    | 12     |
| 2006/2007 | Tiburones Rojos de Veracruz      | Meksyk   | Liga MX          | 25    | 9      |
| 2007/2008 | Tiburones Rojos de Veracruz      | Meksyk   | Liga MX          | 14    | 6      |
| 2007/2008 | Tiburones Rojos de Coatzacoalcos | Meksyk   | Ascenso MX       | 16    | 8      |
| 2008/2009 | Deportivo Toluca                 | Meksyk   | Liga MX          | 41    | 27     |
| 2009/2010 | Deportivo Toluca                 | Meksyk   | Liga MX          | 39    | 23     |
| 2010/2011 | Deportivo Toluca                 | Meksyk   | Liga MX          | 16    | 5      |
| 2010/2011 | Tigres UANL                      | Meksyk   | Liga MX          | 19    | 10     |
| 2011/2012 | Tigres UANL                      | Meksyk   | Liga MX          | 34    | 14     |
| 2012/2013 | Club Atlas                       | Meksyk   | Liga MX          | 17    | 6      |
| 2012/2013 | Monarcas Morelia                 | Meksyk   | Liga MX          | 16    | 12     |
| 2013/2014 | Monarcas Morelia                 | Meksyk   | Liga MX          | 33    | 11     |
| 2014      | Cúcuta Deportivo                 | Kolumbia | Torneo Águila    | 12    | 2      |
| 2014/2015 | CD Huachipato                    | Chile    | Primera División | 12    | 6      |
| 2015/2016 | Dorados de Sinaloa               | Meksyk   | Liga MX          | 13    | 2      |
| 2015/2016 | Tigres UANL                      | Meksyk   | Liga MX          |       |        |

## Kariera reprezentacyjna
W 2004 roku Mancilla został powołany przez selekcjonera Juvenala Olmosa do reprezentacji Chile na rozgrywany w Peru turniej Copa América. Właśnie podczas tych rozgrywek zadebiutował w seniorskiej kadrze narodowej, 8 lipca w przegranym 0:1 meczu fazy grupowej z Brazylią. Wystąpił wówczas we wszystkich trzech spotkaniach, z czego w dwóch w roli rezerwowego, a jego drużyna odpadła wówczas z turnieju w fazie grupowej. Na kolejny występ w reprezentacji musiał czekać aż pięć lat, kiedy to wystąpił w dwóch meczach wchodzących w skład eliminacji do Mistrzostw Świata 2010. Mimo ostatecznego awansu Chilijczyków, nie znalazł się jednak w ogłoszonym przez trenera Marcelo Bielsę składzie na mundial. Swój bilans w zespole narodowym zamknął na dziesięciu rozegranych spotkaniach bez zdobytego gola.